# آل الصواف
آل الصواف كانت عائلة درزية من الزعماء الناشطين في جبل لبنان ووادي التيم في أواخر القرن الخامس عشر وأوائل القرن الثامن عشر. كان مقرهم في منطقة المتن وكانوا تاريخياً معارضين لسلالة معن وسلالة شهاب. قضي عليهم من قبل الأخير في معركة عين دارة عام 1711.

## التاريخ
وتمركزت عائلة الصواف في قرية الشبانية في منطقة المتن في جبل لبنان شرق بيروت. كانوا من نسل شخص معين هو علم الدين سليمان الصواف بن حسين، الذي قُتل في اشتباك في عين فوجور بوادي التيم عام 1478، بحسب المؤرخ الدرزي المحلي ابن سباط (ت 1520). توفي أو قُتل ابنه عبد الواحد وقريبه زين الدين صالح عام 1503. ورد ذكر الصواف مقدم (زعيم محلي) يُدعى قايتباي كزعيم لمنطقة المتن في وثيقة عثمانية مؤرخة عام 1558. داهم منزل الزعيم البدوي محمد بن الحنش في جنوب وادي البقاع عام 1568. وفي العام التالي مُنح مزرعة الضرائب في قضاء المتن في سنجق صيدا-بيروت. أمرت الحكومة الإمبراطورية العثمانية حاكم إيالة دمشق بمصادرة مخزون بنادقه، إلى جانب مخزونات قرقماز من سلالة معن، ومنصور من سلالة عساف، وقاسم من سلالة شهاب.
خلال أوائل القرن السابع عشر، شكل الصواف جزءًا من المعارضة الدرزية، جنبًا إلى جنب مع علم الدين وأرسلان، للزعيم الدرزي القوي ومزارع الضرائب والحاكم العثماني فخر الدين الثاني. أثناء نفي الأخير في 1613-1618، قاتلوا ضد أقاربه المعينيين ولجأوا إلى يوسف سيفا في قلعة الحصن بعد هجوم فخر الدين عليهم عام 1619. حفيد قايتباي الواضح، زين الدين، دعم عسكريا علي بن محمد، ابن شقيق يوسف سيفا، في انتصاره على ابن يوسف عساف في معركة في إيال بالقرب من طرابلس عام 1634. عين حاكماً على بشري مع الزعيم الماروني أبو عون الجميل (أبو عون الجميل) سنة 1641. تم تكليفه هو وابن أخيه المقدم عبد الله بن قايتباي بمسؤولية عسكرية على وادي التيم إلى جانب زعماء علم الدين منصور ومحمد عام 1659، بعد طرد الشهابيين. قُتل عبد الله بالقرب من بيروت في معركة ضد الدروز القيسيين (كان الصواف جزءًا من فصيل اليمن المنافس)، الذي ضم آل معن وشهاب، عام 1667. كان المنافسون الدروز التقليديون للصواف في المتن هم مقدمو أبو اللما من كفر سلوان، حلفاء آل معنس والشهاب. وقاتلوا في صفوف الدروز اليمانيين ضد قيس بقيادة الشهابيين في معركة عين دارة عام 1711. هُزمت اليمن، وقُتل العديد من آل الصواف وفر الناجون من عائلاتهم من المتن واتخذوا أسماء مختلفة.